# ابن الجارود
أبو محمد عبد الله بن علي بن الجارود النيسابوري كان من أئمة الأثر. من حفاظ ورواة الحديث النبوي.
سمع من: أبي سعيد الأشج، والحسن بن محمد الزعفراني، وعلي بن خشرم، ومحمود بن آدم، وإسحاق الكوسج، وزياد بن أيوب، ويعقوب الدورقي، وعبد الله بن هاشم الطوسي، وأحمد بن الأزهر، وأحمد بن يوسف، ومحمد بن أبي عبد الرحمن المقرئ، ومحمد بن يحيى الذهلي، وعبد الرحمن بن بشر بن الحكم، ومحمد بن عبد الله بن عبد الحكم، وبحر بن نصر الخولاني، ومحمد بن عثمان بن كرامة، وخلق كثير، إلى أن ينزل إلى إمام الأئمة ابن خزيمة. قال أبي عبد الله الحاكم فيه: «سمع من إسحاق بن راهويه، وعلي بن حجر، وأحمد بن منيع، فلم أجد له شيئا عنهم، ولا أراه لحقهم». حدث عنه: أبو حامد بن الشرقي، ومحمد بن نافع الخزاعي المكي، ودعلج بن أحمد السجزي ، وأبو القاسم الطبراني، ومحمد بن جبريل العجيفي، ويحيى بن منصور القاضي.

## مؤلفاته
- المنتقى لابن الجارود

## وفاته
مات سنة 307 هـ.